# Phyllodromica moralesi
Phyllodromica moralesi es una especie de cucaracha del género Phyllodromica, familia Ectobiidae. Fue descrita científicamente por Fernandes en 1962.
Habita en Portugal.